# Scarus forsteni
Scarus forsteni es una especie de peces de la familia Scaridae en el orden de los Perciformes.

## Morfología
Los machos pueden llegar alcanzar los 55 cm de longitud total.

## Distribución geográfica
Se encuentra desde la isla de Navidad hasta Pitcairn.